# ラウプハイム陸軍飛行場
ラウプハイム陸軍飛行場（ドイツ語: Heeresflugplatz Laupheim）は、ドイツ連邦共和国バーデン＝ヴュルテンベルク州ラウプハイムに所在する軍用飛行場。当初はドイツ国防軍空軍が使用する飛行場であったが、1964年に再生以降は陸軍飛行場としてドイツ陸軍が使用している。

## 歴史
1938年8月から空軍飛行場として建設が始まる。1940年3月に完成し、第二次世界大戦中は教育部隊、夜間戦闘飛行隊および駆逐飛行隊の基地として利用された。また、本飛行場には小規模ながら、当時最新鋭のヘリコプターの生産設備が設けられた。ハインリヒ・フォッケは自らが設計したフォッケ・アハゲリス Fa 223ヘリコプターの試験飛行をここで実施した。ここで使用された試験機はビュッケブルクのヘリコプター博物館に保存されている。
1944年7月19日にアメリカ陸軍航空軍第8空軍所属のコンソリデーテッド B-24爆撃機45機による爆撃を受ける。二日後に対空部隊はミュンヘンへの空襲でB-24爆撃機に対して応戦する。二度目の空襲は1944年7月31日に受け、11機のノースアメリカン P-51戦闘機による低空攻撃で地上に駐機していた戦闘機が破壊される。同年11月26日にもリパブリック P-47戦闘機によって襲撃されるが損害は軽微であった。1945年4月21日にフランス軍によって占領される。
大戦後の1964年に、新しく陸軍用ヘリコプターの飛行場を整備するために飛行場跡地の再利用のため建設が始まる。第2軍団第2工兵団によって建設され、完成後最初に配備されたヘリコプターはシコルスキー S-58輸送ヘリコプターであった。1960年代に西ドイツ陸軍は増強され、本飛行場に所在していた陸軍航空隊も1971年の再編成で南部ドイツ地方に展開していた陸軍航空隊の本部としての機能を担っていた。この時期に第200陸軍航空大隊、第207陸軍航空整備隊および第25中型輸送ヘリコプター連隊が編成された。1971年にはシコルスキー CH-53大型輸送ヘリコプターに機種が更新される。CH-53の導入以来、30年以上にわたってフランスのピレネー山脈やイタリアのアルプス山脈での雪崩およびギリシャでの大災害などで出動しており、連隊は総飛行時間12,000時間に及んでいる。
1989年6月21日、飛行場の兵営に元首相のクルト・ゲオルク・キージンガーの名称が与えられる。
1994年、ノイハウゼン・オブ・エック陸軍航空機発着場および第20陸軍航空連隊が解隊・閉鎖された。同連隊にはベル UH-1輸送ヘリコプターが配備されていた。第10陸軍飛行隊はノイハウゼンにおかれMBB Bo 105汎用ヘリコプターが配備される。この航空機は所属機の一部が本飛行場に一時的に配備されていた。同年、第2軍団航空団司令部は解散される。これにより陸軍飛行場と司令部機能が一本の指揮命令系統に結合される。1990年代初めまでは本飛行場は北大西洋条約機構の領域内で出動していたが、その後は国際連合や欧州連合の枠組みでの活動にも従事することになる。早くも1991年には湾岸戦争で出動し、バルカン半島での各種活動およびアフガニスタンにも部隊は出動している。
2002年に第25中型輸送ヘリコプター連隊は航空機動作戦師団の隷下となる。
ディール・エアロシステムズ社の事業所が飛行場の端に設けられていた。2008年11月まではエアバス社の一部業務を請け負っていたが、事業再編によりエアバスによって買収され業務が引き継がれている。

## 配置部隊・機関
- クルト・ゲオルク・キージンガー兵営
  - 第25中型輸送ヘリコプター連隊（陸軍）
  - ラウプハイム衛生センター（救業軍）
  - ウルム連邦軍業務センター分所（国防施設管理・環境保護部）